# Гоко
Гоко (Nothocrax urumutum) — вид куроподібних птахів родини краксових (Cracidae).

## Поширення
Вид поширений у верхній і середній частина басейну Амазонки. Ареал виду охоплює південну частину Венесуели, південно-східну Колумбію, східний Еквадор і північний схід Перу. Мешкає у тропічних вологих лісах.

## Опис
Птах завдовжки 50-57,5 см, вагою близько 1250 г. Оперення спини, крил і хвоста коричневе з чорнуватими відтінками. Має довгий гребінь і чорну корону. Черевце кольору кориці. Птах має червоний дзьоб, жовтий супраорбітальний край і синю суборбітальну ділянку, які об'єднані у вигляді еліпса. Ноги рожеві.

## Спосіб життя
Веде нічний спосіб життя. Годується поодинці або групами до чотирьох птахів на світанку, в сутінках, а також кілька годин після або до них. Харчується на землі, мабуть, повністю рослинною речовиною, хоча її раціон не був детально вивчений. Період розмноження невідомий, але відзначається активність розмноження в період з жовтня по лютий. Він робить велике нещільно сплетене гніздо з паличок і пальмового листя, вистелене гілочками і висушеним листям. Гнізда були знайдені високо на деревах і ліанах, а також на пнях і колодах біля землі. Розмір кладки — два яйця.